# Gui (demon)
Gui – w ludowych wierzeniach chińskich szkodliwe demony, przeciwieństwo shen.
Gui powstawały z dusz zmarłych (po), którzy nie zostali pochowani zgodnie z rytuałem lub którym rodzina nie składała ofiar na domowym ołtarzyku; terminem tym nie określano jednak duchów własnych krewnych, a jedynie dusze obcych. Gui stawały się także dusze wisielców i topielców oraz dusze, które po śmierci mszczą się za krzywdy doznane w życiu. 
Gui atakowały ludzi nocą, znikały wraz z pianiem koguta. Chcąc ustrzec się przed złymi duchami, wychodzący nocą z domu człowiek winien mieć zawsze latarnię, której blask odstraszał demony. Wierzono, że gui grasują zazwyczaj w ciasnych uliczkach, dlatego przy skrzyżowaniach ustawiano kamienne płyty z wygrawerowanymi znakami mistycznymi, a przed wejściami do domostw wznoszono specjalne murki, zagradzające dostęp złym mocom. W celu obrony przed gui noszono także rozmaite amulety.